# Alex Groza
Alexander John Groza, detto Alex (Martins Ferry, 7 ottobre 1926 – San Diego, 21 gennaio 1995), è stato un cestista, allenatore di pallacanestro e dirigente sportivo statunitense, professionista nella NBA e in ABA.
Era fratello di Lou Groza, giocatore di football americano a livello NFL.

## Carriera
Venne selezionato dagli Indianapolis Jets al primo giro del Draft BAA 1949 (2ª scelta assoluta).
Nell'autunno del 1951, insieme ad altri ex-compagni di squadra a Kentucky, tra cui Ralph Beard (altra stella NBA), venne accusato di avere intascato del denaro per pilotare lo scarto di alcune partite di college. Lo scandalo si ingigantì rapidamente, coinvolgendo altri giocatori e altri atenei. Nel 1952 il commissioner Maurice Podoloff lo radiò dalla NBA.

## Statistiche

### NBA

#### Regular Season
| Anno      | Squadra        | PG  | PT | MP | TC%  | 3P% | TL%  | RP   | AP  | PRP | SP | PP   |
| --------- | -------------- | --- | -- | -- | ---- | --- | ---- | ---- | --- | --- | -- | ---- |
| 1949-1950 | Ind. Olympians | 64  | -  | -  | 47,8 | -   | 72,9 | -    | 2,5 | -   | -  | 23,4 |
| 1950-1951 | Ind. Olympians | 66  | -  | -  | 47,0 | -   | 78,6 | 10,7 | 2,4 | -   | -  | 21,7 |
| Carriera  | Carriera       | 130 | -  | -  | 47,4 | -   | 75,6 | 10,7 | 2,4 | -   | -  | 22,5 |

#### Playoffs
| Anno     | Squadra        | PG | PT | MP | TC%  | 3P% | TL%  | RP   | AP  | PRP | SP | PP   |
| -------- | -------------- | -- | -- | -- | ---- | --- | ---- | ---- | --- | --- | -- | ---- |
| 1950     | Ind. Olympians | 6  | -  | -  | 59,5 | -   | 83,1 | -    | 2,0 | -   | -  | 22,8 |
| 1951     | Ind. Olympians | 3  | -  | -  | 49,3 | -   | 75,8 | 14,0 | 0,7 | -   | -  | 32,3 |
| Carriera | Carriera       | 9  | -  | -  | 54,4 | -   | 80,4 | 14,0 | 1,6 | -   | -  | 26,0 |

## Palmarès
- 2 volte campione NCAA (1948, 1949)
- 2 volte NCAA Final Four Most Outstanding Player (1948, 1949)
- NCAA AP All-America First Team (1949)
- NCAA AP All-America Second Team (1948)
- 2 volte All-NBA First Team (1950, 1951)
- NBA All-Star (1951)